# Бутивиці
Бутивиці (рос. Бутивицы) — присілок в Торжоцькому районі Тверської області Російської Федерації.
Населення становить 42 особи. Входить до складу муніципального утворення Масловське сільське поселення.

## Історія
Від 2005 року входить до складу муніципального утворення Масловське сільське поселення.

## Населення
| 1996 | 2002 | 2008 | 2010 |
| ---- | ---- | ---- | ---- |
| 67   | ↘61  | ↘44  | ↘42  |